# Norsel Point
Norsel Point är en udde i Antarktis. Den ligger i Västantarktis. Argentina, Chile och Storbritannien gör anspråk på området.
Terrängen inåt land är platt söderut, men åt nordost är den kuperad. Havet är nära Norsel åt sydväst. Trakten är glest befolkad. Närmaste befolkade plats är Palmer Station, 2,6 km sydost om Norsel.